# Sisi (TV-serie)
Sisi är en österrikisk-tysk historisk dramaserie vars första säsong hade premiär 12 december 2021. Seriens andra säsong hade premiär i december 2022. Serien är baserad på Elisabeth av Bayerns liv.

## Handling
Serien kretsar kring Elisabeth av Bayern, kallad Sisi, som från 1854 var kejsarinna av Österrike och från 1867 drottning av Ungern. Hon var gift med Frans Josef I av Österrike fram till 1898 då hon mördades.

## Rollista i urval
- Dominique Devenport - Sisi
- Jannik Schümann - kejsare Franz Josef
- David Korbmann - Graf Grünne
- Désirée Nosbusch - Erzherzogin Sophie
- Tanja Schleiff - Gräfin Esterházy
- Paula Kober - Fanny
- Julia Stemberger - Herzogin Ludovica in Bayern
- Pauline Rénevier - Herzogin Helene
- Marcus Grüsser - Herzog Max in Bayern